# Mauren TG
| TG ist das Kürzel für den Kanton Thurgau in der Schweiz. Es wird verwendet, um Verwechslungen mit anderen Einträgen des Namens Mauren zu vermeiden. |

Mauren, schweizerdeutsch Muure, ist eine ehemalige Ortsgemeinde und eine Ortschaft der Gemeinde Berg im Bezirk Weinfelden des Kantons Thurgau in der Schweiz.
1803 bis 1994 war Mauren eine Ortsgemeinde der Munizipalgemeinde Berg. Sie fusionierte am 1. Januar 1995 im Rahmen der Thurgauer Gemeindereform zur politischen Gemeinde Berg TG.

## Geographie
Mauren liegt am südöstlichen Fuss des Ottenbergs. Zur Ortsgemeinde gehörten die Ortsteile Mauren, Höggershard, Last und Unterhard.

Mauren im Jahr 1954

## Geschichte

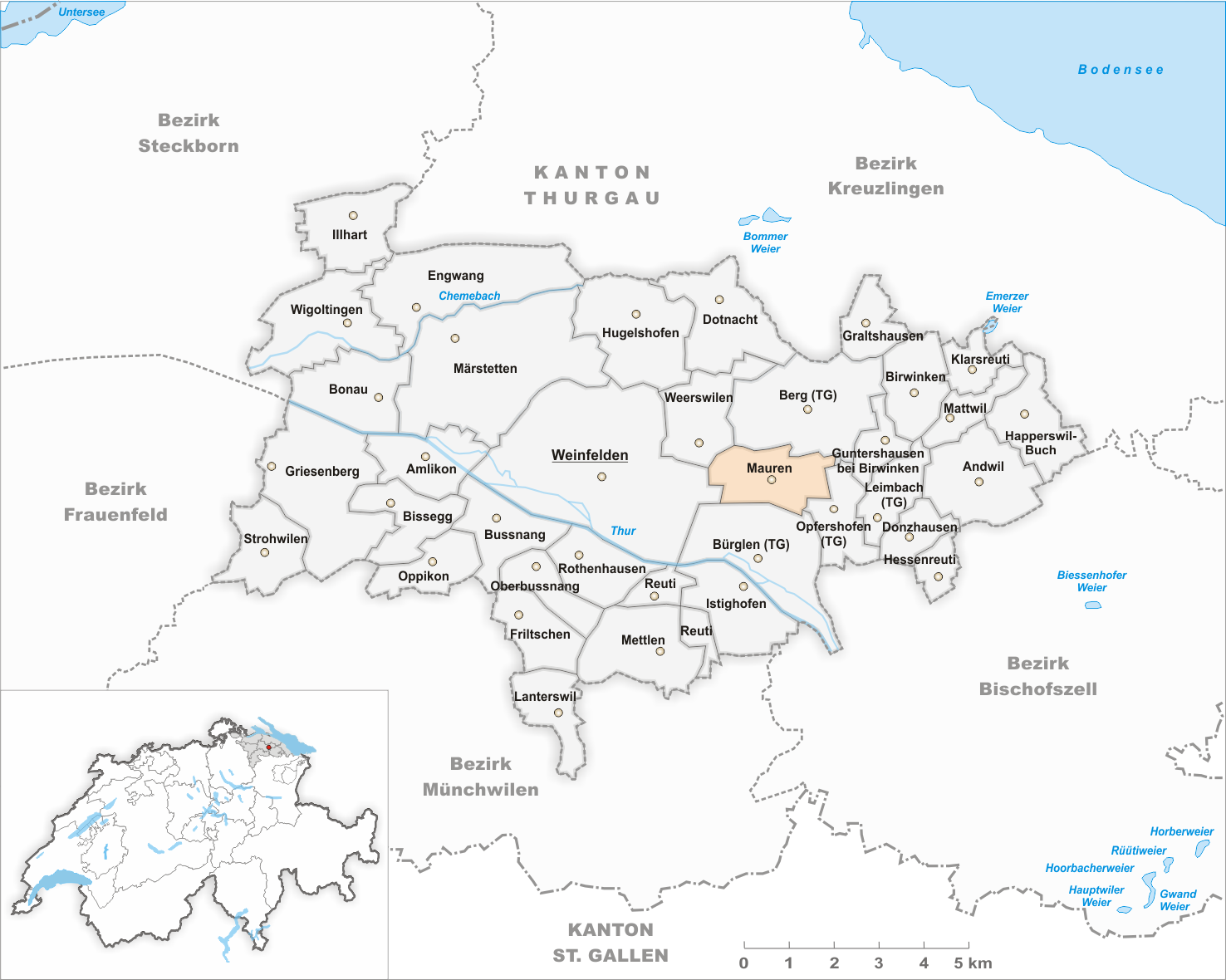
Gemeindestand vor der Fusion im Jahr 1995

Mauren wurde 1233 als Muron erstmals urkundlich erwähnt. Im Mittelalter gehörten zwei Drittel von Mauren zum Gericht Weinfelden, der Rest zu den Gerichten Berg und Bürglen. 1460 gingen vier Höfe zum sogenannten Hohen Gerichte der im Thurgau regierenden eidgenössischen Orte. Um 1600 konnten Bauern einen Teil der niederen Gerichtsbarkeit von Weinfelden erwerben und das «Häberlin-Gericht» bilden, das bis 1798 aus zwölf bzw. sieben Höfen bestand. Mauren teilte stets das Schicksal der Pfarrei Berg.
Traditionell wurde in Mauren Ackerbau, bis 1900 Weinbau und Obstbau betrieben. Im Verlauf des 19. Jahrhunderts verlagerte sich der Schwerpunkt auf Vieh- und Milchwirtschaft. 1850 entstand eine Käserei. Bereits 1865 wurde eine Melioration durchgeführt. Im 19. Jahrhundert blühte die Kattunweberei. Im Gebäude einer Konkurs gegangenen Maschinenstickerei wurde 1895 eine Anstalt für «schwachsinnige» Kinder eröffnet. Heute befindet sich dort ein Sonderschulheim. Obwohl an den Dorfrändern ab 1970 neue Einfamilienhaussiedlungen entstanden, konnte Mauren seinen Dorfcharakter bewahren.

## Bevölkerung
Von den insgesamt 471 Einwohnern der Ortschaft Mauren im Jahr 2018 waren 60 bzw. 12,7 % ausländische Staatsbürger. 282 (59,9 %) waren evangelisch-reformiert und 88 (18,7 %) römisch-katholisch.
| Jahr         | 1850  | 1900  | 1950  | 1990  | 2000  | 2010  | 2018  |
| ------------ | ----- | ----- | ----- | ----- | ----- | ----- | ----- |
| Ortsgemeinde | 385   | 414   | 430   | 460   |       |       |       |
| Ortschaft    |       |       |       |       | 435   | 470   | 471   |
| Quelle       | [ 4 ] | [ 4 ] | [ 4 ] | [ 4 ] | [ 5 ] | [ 6 ] | [ 2 ] |

## Sehenswürdigkeiten
Das Bauernhaus an der Bergstrasse 10 ist in der Liste der Kulturgüter in Berg TG aufgeführt.

## Bilder

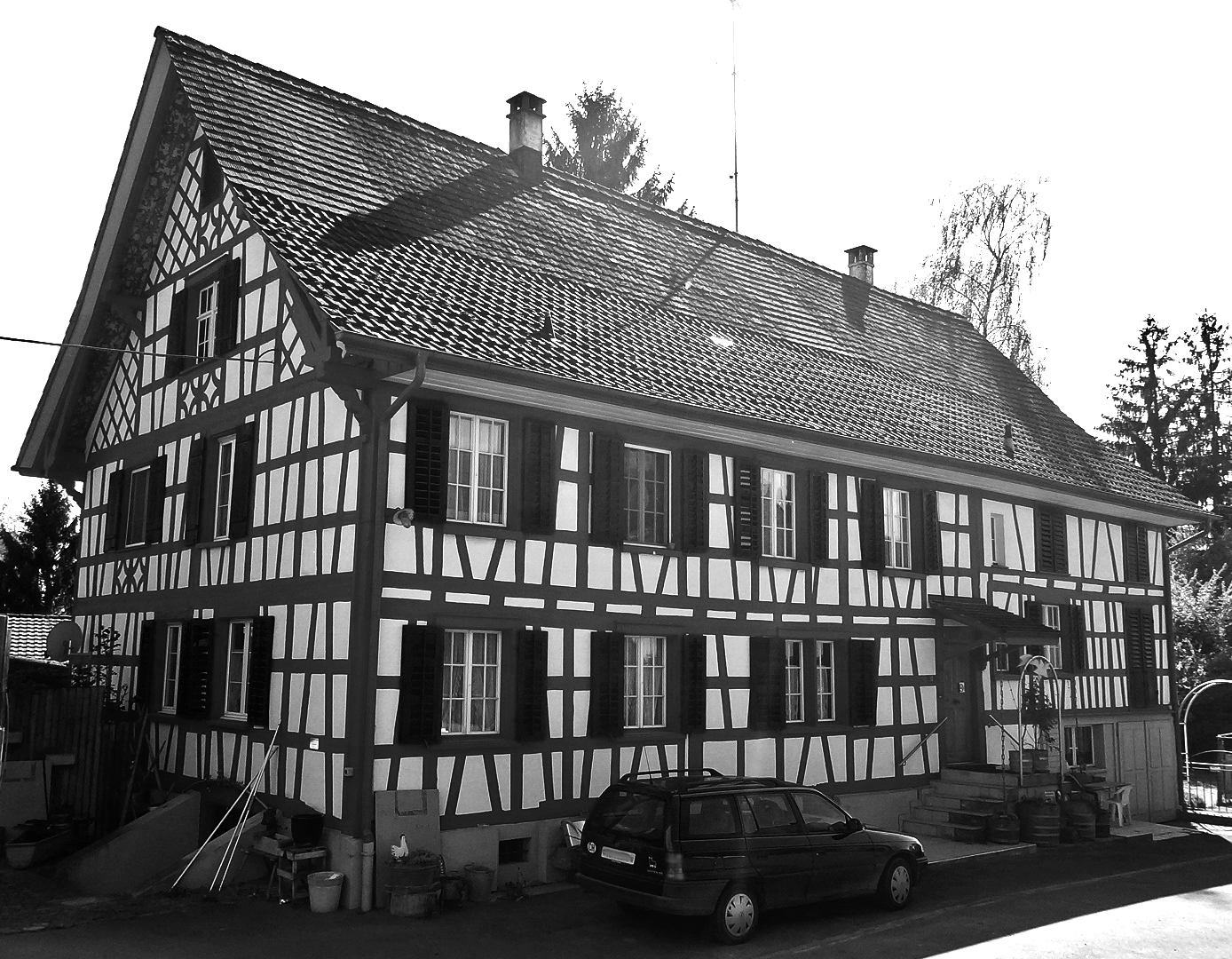
Bauernhaus Bergstrasse 10
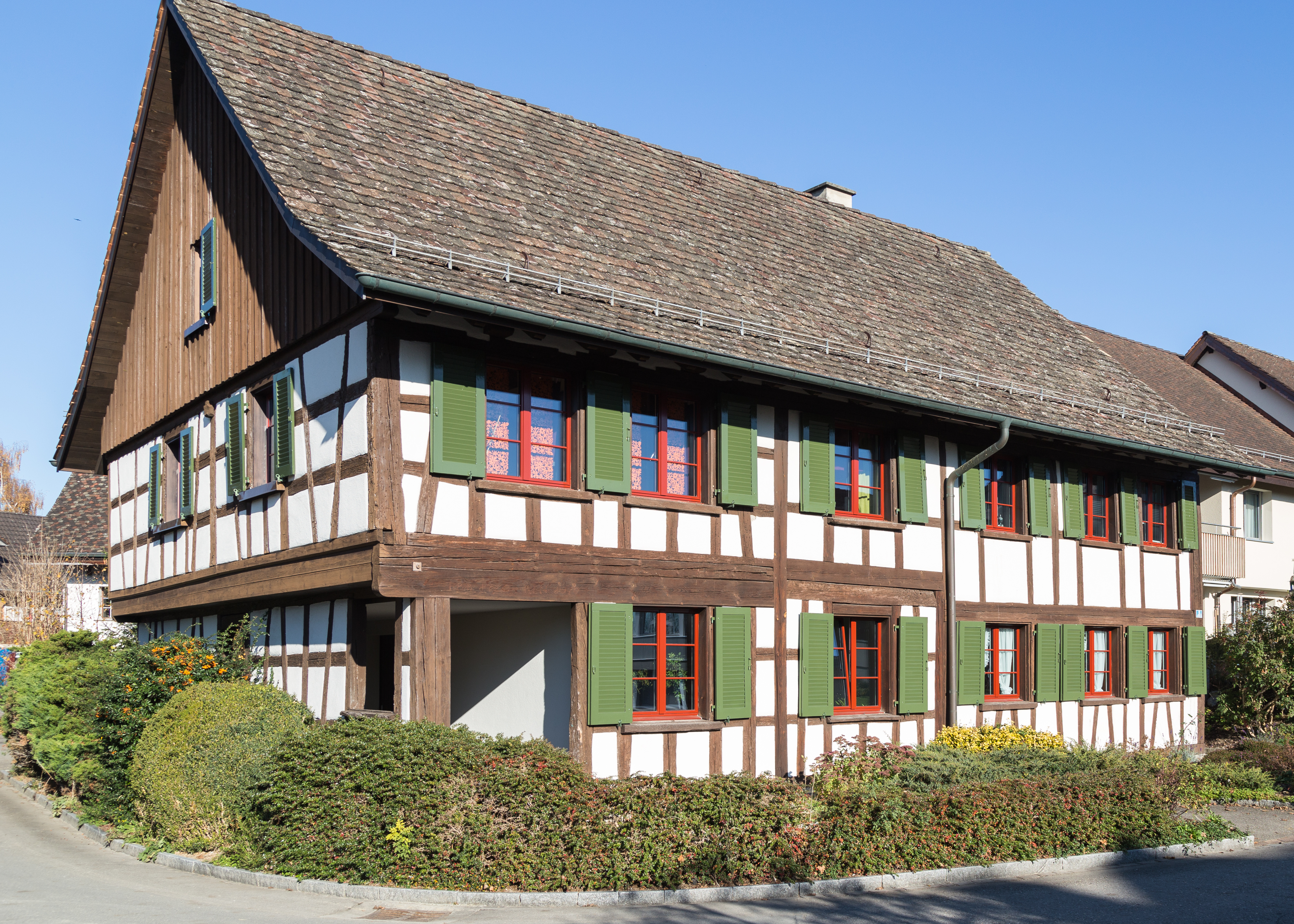
Haus Dorfstrasse 1
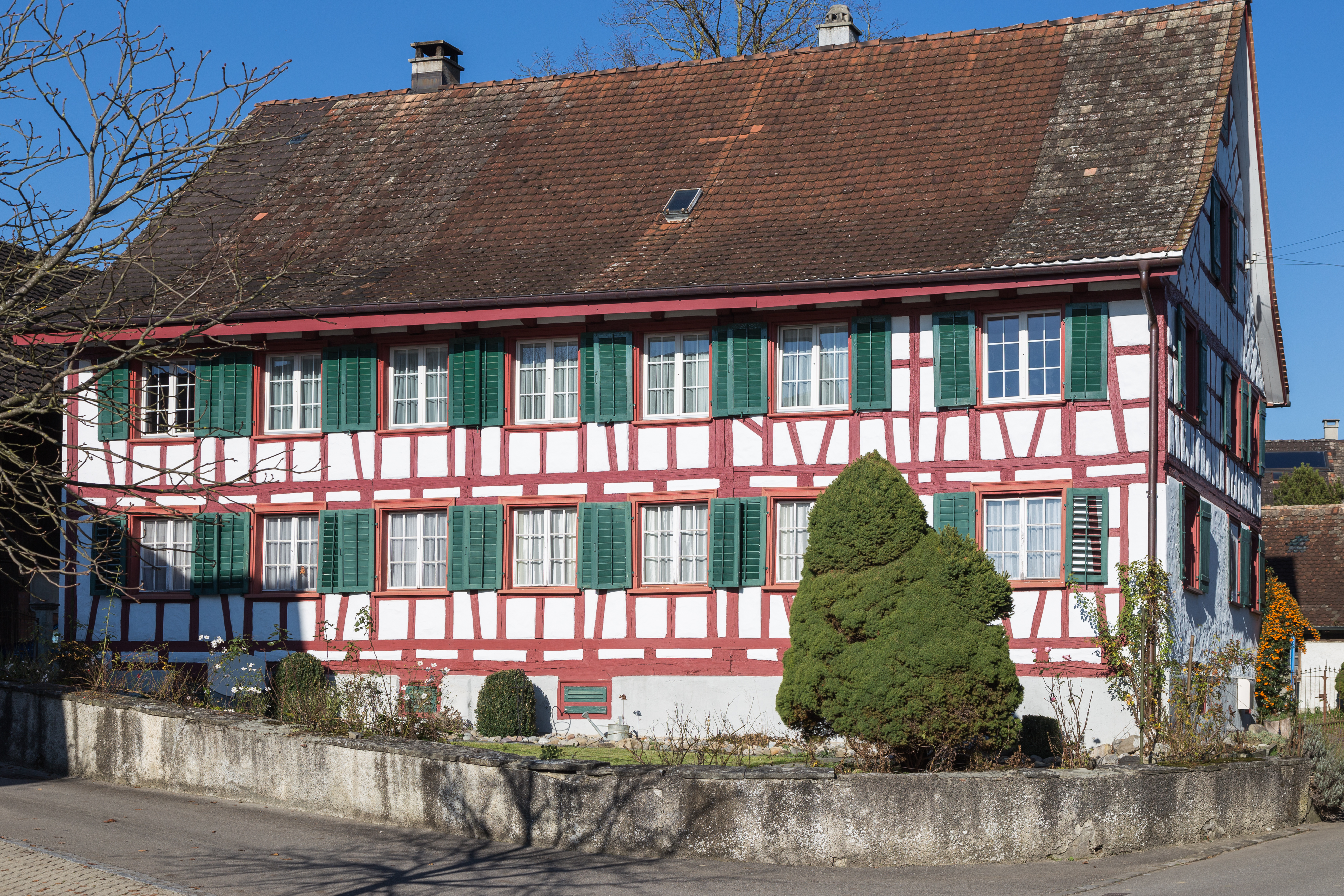
Haus Dorfstrasse 19
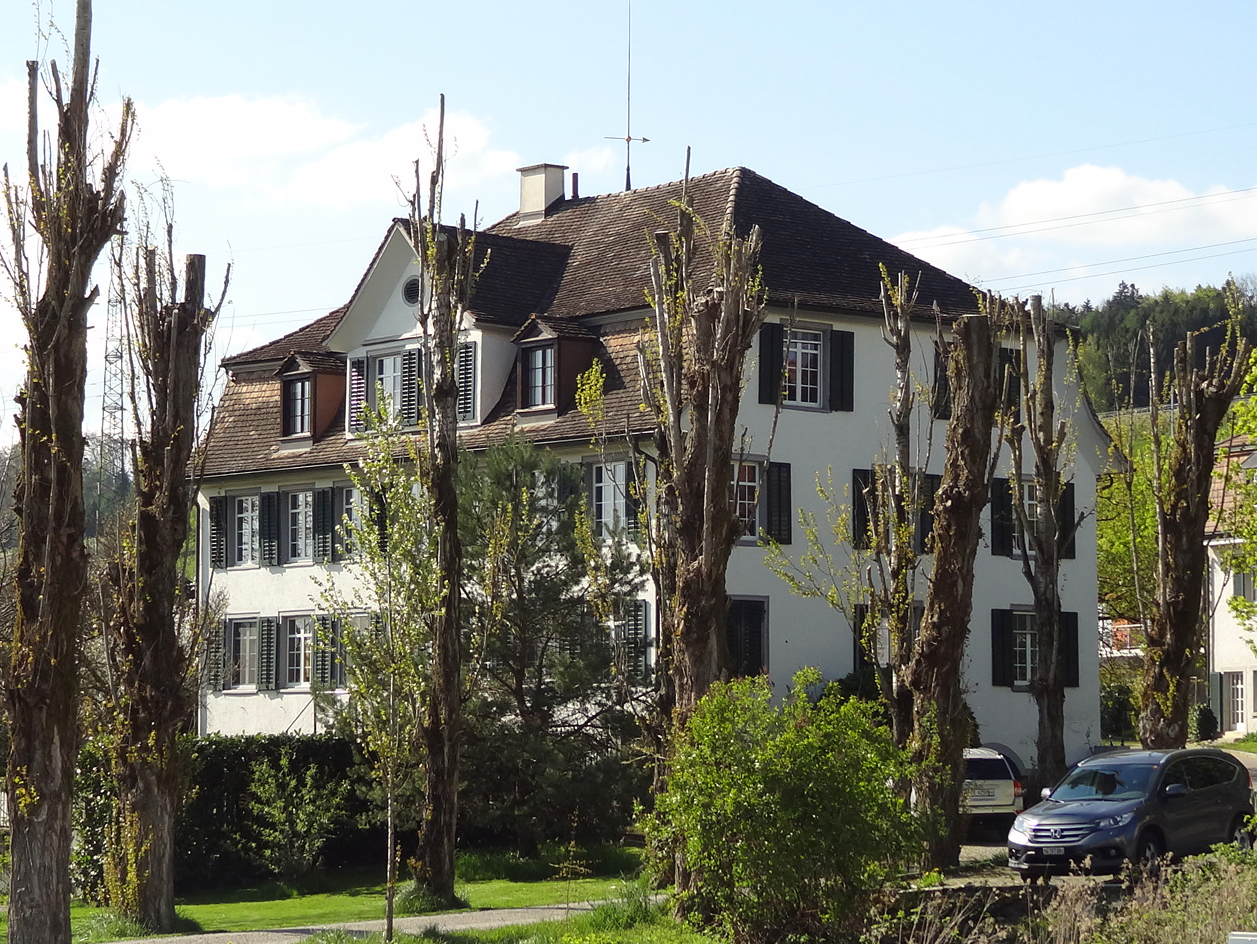
«Neues Haus»